# Кисело мляко
Киселото мляко (или йогурт, от турски: yoğurt; на грузински: მაწონი – мацо̀ни, на арменски: մածուն – мацу̀н) е млечнокисел продукт, който се получава в резултат на протичането на млечнокисела ферментация в млякото. В широк мащаб то се произвежда в балканските страни, а също и в други страни по света поради добрите му вкусови, диетични и лечебни качества. Два са основните микроорганизми, които участват в процеса на ферментацията на кисело мляко – Lactobacillus bulgaricus и Streptococcus thermophilus. Те се намират в симбиотична връзка и този съюз между двете бактерии е ползотворен за тяхното оцеляване и ефикасност само когато са заедно. Не е възможна ферментация при наличие на само една от бактериите. Всяка една от двете бактерии има своята роля в процеса на ферментацията. Процесът на ферментация приключва по естествен път, чрез охлаждане. При няколкодневен престой на топло (извън хладилник) ферментацията продължава, млякото вкисва, вкусът става неприятно кисел.

## История
Анализът на генома на Lactobacillus delbrueckii subsp. bulgaricus показва, че бактерията може да е възникнала на повърхността на растение. Възможно е млякото да е било в контакт с растението или бактериите да са пренесени от вимето на домашни животни, които дават мляко. Произходът на киселото мляко е неизвестен, но вероятно е изобретен през неолита в Централна Азия и Месопотамия около 5000 г. пр. н. е., когато първите животни, даващи мляко, са опитомени. Те най-вероятно са открили как да ферментират мляко случайно и по всяка вероятност киселото мляко е открито независимо по този начин на много различни места по различно време.
Една от теориите за възникването на киселото мляко се свързва с траките. Древна Тракия разполагала с плодотворна почва, богата растителност и добри пасища. Всичко това допринесло да се развие цветущо овцевъдство. И поради това основното домашно животно на траките била овцата. Траките забелязали, че прокисналото мляко се запазва по-продължително от прясното. Чрез прибавяне на прокиснало мляко в прясно сварено получили продукт известен като квасено мляко или „прокиш“. Някои автори обаче смятат, че изобретяването на киселото мляко от траките изглежда принадлежи към сферата на басните.
Друга теория предполага, че киселото мляко води началото си от млечнокиселата напитка „кумис“, която прабългарите приготвяли от кобилешко мляко. След като се заселили на Балканския полуостров и възприели отглеждането на овце, започнали да правят „кумис“ и от овче мляко. Прабългарите произвеждали и кисело мляко под името „катък“, като подквасвали прясно овче мляко с „размивка“ от сирене. Този продукт обикновено се приготвял в края на лятото, когато млякото е с по-високо съдържание на сухо вещество. Уйгурите, живеещи в областта Синджан в Северозападен Китай, наричат киселото мляко „кътхък“. Те го приготвят както от кобилешко, така и от овче мляко. Този факт, заедно с теорията за първоначалните местообиталища на прабългарите, навежда към теорията за прабългарския произход на киселото мляко.
Чингиз хан (1206 – 1227) използвал киселото мляко за храна в армията и като средство за консервиране на месото. Млякото било запазвано в овчи стомаси. Под действието на наличната микрофлора, в млякото протичала млечнокисела ферментация, в резултат на което се получавало киселото мляко. След като го изгребвали, напълвали стомасите отново с прясно мляко, а останалото кисело мляко служело за закваска.
До началото на XX век хората в Западна Европа имат само спорадичен контакт с киселото мляко. Говори се, че френският крал Франсоа I страдал от тежка и нелечима диария. Той помолил за помощ своя съюзник османския султан Сюлейман Великолепни. Той му изпраща еврейски лекар, който успява да го изцери с диета, състояща се единствено от овче и магарешко кисело мляко. В знак на благодарност френският крал разпространил информацията из Европа за храната, която успяла да го излекува.
Пръв проучил микрофлората на кисело мляко Стамен Григоров (1878 – 1945), студент по медицина в Женева. През 1905 г. той описва пръчковидната млечнокисела бактерия. През 1907 г. тя е наречена Lactobacillus bulgaricus. През 1917 г. Orla Jensen доказва, че при производството на кисело мляко освен Lactobacillus bulgaricus участват и коки (кълбовидни микроорганизми) наречени Streptococcus thermophilus. В България широко е разпространено мнението, че киселото мляко е българско поради основната причина, че Стамен Григоров е открил Lactobacillus bulgaricus. Според американската османистка Мери Нойбургер тази теза е разпространена за първи път в социалистическа България.
В началото на XX век в най-известния за това време институт „Пастьор“ в Париж постъпил на работа големият руски биолог Иля Мечников (1845 – 1916). Той допуснал, че стареенето на човека е болест като всяка друга. Мечников приема, че белтъчните вещества в дебелите черва загниват, при което се получават токсични амини, вредни за човека. Те се абсорбират от организма и предизвикват промени в тъканите на артериалните стени. В резултат настъпват старчески изменения при хората, които водят към прекомерно ранна смърт. Мечников смята, че вредното действие на тези микроорганизми би могло да се намали чрез подходящи лактобацили. Убеден в превъзходните качества на киселото мляко като хранителен продукт, през последните 10 години от живота си Мечников редовно консумира кисело мляко.
Мечников отдава големия брой столетници в България на редовното консумиране на кисело мляко. Така тъй пръв поставя строга научна основа за хранителните, диетичните и лечебните свойства на киселото мляко и обръща вниманието на световната общественост към него. Обществото и учените спонтанно подхващат тази теория, и киселото мляко бързо с разпространява в Централна и Западна Европа, а също и в Северна Америка.

## Микрофлора
Микрофлората на кисело мляко е съставена от Lactobacillus bulgaricus и Streptococcus thermophilus.
Lactobacillus bulgaricus се отнася към хомоферментативните лактобацили. Бактерийните клетки са пръчковидни, с широчина под 2 µm. Расте при 45 °C, дори и при 50 – 53 °C. Не расте при 15 °C. Оптималната температура за растеж е 40 – 43 °C. Всяко изменение в състава на средата и температурата на култивиране предизвиква промени в морфологичните и физиологичните особености на вида.
Другият компонент на микрофлората в киселото мляко е Streptococcus thermophilus. Бактерийните клетки са сферични или овални с диаметър 0,7 – 0,9 µm. Разположени са по двойки, в къси и дълги верижки. Оптималната му температура за растеж е между 40 и 45 °C. Расте и при 50 °C, но не и при 53 °C. Не расте под 20 °C.
Произхода на двете бактерии е от растенията. Смята се, че вследствие на контакта на животните с растенията по време на паша, бактериите полепвали по вимето на животното и при доене те попадали в прясното мляко. Така станало възможно образуването на киселото мляко.
Под действието на Lactobacillus bulgaricus и Streptococcus thermophilus в киселото мляко настъпват промени в млечната захар, в белтъчните вещества и в млечната мазнина, и се формират неговият вкус и аромат.

## Състав, хранителни, диетични и лечебни свойства
По време на млечнокиселата ферментация микрофлората на киселото мляко предизвиква дълбоки промени в състава на млякото. Получените метаболити оказват благотворно влияние и редица здравословни ефекти върху организма на индивида.

### Състав
Химичният състав на киселото мляко и промените, които са настъпили под действието на млечнокиселите бактерии, определят хранителната стойност на продукта. По състав киселото мляко наподобява прясното, от което се получава, но в много отношения се различава от него. Химичният състав на отделните видове кисело мляко се определя от вида на прясното мляко, от породата на животните, от храненето, от прилаганата технология и други.

### Хранителна стойност
Хранителната стойност се определя от съдържанието на хранителни вещества и от възможността тези съставки да се използват от организма. Киселото мляко има по-висока хранителна стойност от прясното мляко. Причина за това са настъпилите промени под действието на Lactobacillus bulgaricus и Streptococcus thermophilus. Съдържанието на млечната захар в киселото мляко се понижава с 20 – 30%. Останалото количество млечна захар служи като източник на енергия 4,1 kcal. Киселото мляко е богат източник на калций за задоволяване нуждите на човека. Калцият поддържа възбудимостта на сърдечния мускул. Има изключително голямо значение за правилното функциониране на нервната система. Стимулира действието на жлезите с вътрешна секреция и ускорява съсирването на кръвта. Киселото мляко е незаменим източник на калций за хората, които страдат от лактозна непоносимост, както и за жените на средна възраст, които страдат често от деформация на костите поради недостиг на калций.

### Потискащи и антитуморни свойства
Lactobacillus bulgaricus и Streptococcus thermophilus не само повишават хранителната и биологичната стойност на киселото мляко, но му придават и лечебни свойства. Киселото мляко съдържа вещества, които потискат развитието на редица патогенни и непатогенни микроорганизми. Установено е, че микрофлората на киселото мляко синтезира антибиотични и антимикробни вещества, които действат потискащо върху микроорганизмите от чревния тракт, особено на гнилостните микроорганизми. Киселото мляко е мощно биологично средство за борба срещу някои хранителни отравяния. Киселото мляко притежава и антитуморно действие, тонизира организма.

### Диетични и лечебни свойства
Все повече нараства интересът по отношение на връзката между храната, съдържанието на холестерол в кръвта и сърдечносъдовите заболявания. Храни, които понижават високото съдържание на холестерол в серума на кръвта, са изключително желани. Редовното приемане на кисело мляко намалява значително холестерола в серума на кръвта. Обикновено съдържанието на холестерол значително се понижава в продължение на 7 дни от началото на приемане на киселото мляко. Киселото мляко е ценна добавка в храната на диабетиците, която трябва да бъде с намалено съдържание на мазнина, за да се осигури по-добро понасяне на въглехидратите. Това налага киселото мляко за диабетици да се приготвя от обезмаслено мляко.
При приемането на антибиотици през устата биологичното равновесие в червата се разстройва. В резултат настъпват тежки заболявания на храносмилателната система. Системното приемане на кисело мляко се отразява изключително благоприятно върху възстановяването на биологичното равновесие на чревната микрофлора. Редовното му консумиране спомага за създаването и поддържането на неспецифични имунологични реакции в организма на човека. Това е от особено значение при приемането на стерилни храни, което се свързва с появата на някои вирусни заболявания, особено на хепатит. Като цяло киселото мляко има имуностимулиращ ефект. То е ефикасно средство против диариите, запека и други стомашно-чревни болести. Помага за главоболието и е особено известно за премахването на махмурлука. И благодарение на всичките си тези лечебни свойства българското кисело мляко допринася за по-бавното стареене на организма.

### Като храна за кърмачета
Благотворното въздействие на киселото мляко върху развитието на детския организъм се дължи на по-лесното смилане на киселото мляко и по-лесното му понасяне, по-доброто използване на белтъка, калция и желязото и заради неговите лечебни и тонизиращи свойства.

### Използване на киселото мляко при животновъдството
Българското кисело мляко е много ефикасно средство при лекуването на телата от стомашно-чревни разстройства и болести при животните. Прибавянето на кисело мляко в храната на животните значително подобрява тяхната имунна система, здравословното им състояние и съответно подобрява качеството на месото и продуктите, които се получават от тях, и се повишава техния прираст.

## Кое кисело мляко отговаря на описанието „българско“ според националния стандарт
Българското кисело мляко и щамовете от Lactobacillus bulgaricus са продукти, патентовани в Патентното ведомство на Република България. Производството му се осъществява по БДС 12:2010 Българско кисело мляко. Общи изисквания.
Този национален стандарт се отнася за кисело мляко, произведено от краве, овче, биволско, козе мляко или смесено мляко чрез заквасване със симбиотични култури на Lactobacillus delbrueckii ssp. bulgaricus и Streptococcus thermophilus, изолирани в България и неподлагани на генетична модификация, предназначено за консумация.
БДС 12:2010 заменя и отменя БДС 12:1982. Още по-стар стандарт е БДС 12:1972, който е действал от 1.1.1971 до 1.1.1982, когато бива заменен от БДС 12:1982.